# Pygophora nigribasis
Pygophora nigribasis är en tvåvingeart som först beskrevs av Stein 1915.  Pygophora nigribasis ingår i släktet Pygophora och familjen husflugor.
Artens utbredningsområde är Taiwan. Inga underarter finns listade i Catalogue of Life.